# Trocherateina dilatata
Trocherateina dilatata là một loài bướm đêm trong họ Geometridae.